# فلمین هانسن (دوچرخه‌سوار)
فلمین هانسن (انگلیسی: Flemming Hansen؛ زادهٔ ۱۱ فوریهٔ ۱۹۴۴) دوچرخه‌سوار اهل دانمارک است.